# Українська редакція Радіо Свобода
Українська редакція «Радіо Свобода» — одна із мовних служб організації Radio Free Europe/Radio Liberty (укр. Радіо Вільна Європа/Радіо Свобода), яка транслює та повідомляє новини, інформацію та аналіз, що має у штаті близько сотні співробітників в офісах у Празі (Чехія) та Києві. Одне з основних джерел альтернативної інформації про події в Радянському союзі за часів холодної війни. Готує радіо- та телевізійні програми (найпопулярнішими з яких є «Схеми: корупція в деталях», «Донбас. Реалії» та «Крим. Реалії») і публікує інформацію, тексти, ексклюзивні інтерв'ю, а також роздруківки сюжетів власних телепрограм на сайті української редакції (www.radiosvoboda.org). Фінансована Конгресом США.

## Історія
Робота українського відділу Радіо Свобода (тоді ще Радіо Визволення) розпочалася у квітні 1954 року. Тоді в редакції, яку розмістили у Мюнхені (Німеччина), працювали лише три редактори й одна стенографістка. 16 серпня 1954 року перший ефір розпочався словами «Брати й сестри! Українці! Ми живемо за кордоном, та наші серця й думки завжди з вами. Жодна „залізна завіса“ не розділить нас і не стане на перешкоді». У 1954 році склад української редакції було сформовано шляхом запрошення діячів української еміграції з різних країн світу: Миколи Ковальського (він очолив редакцію) — із Франції, Миколи Степаненка (він став заступником керівника редакції) — зі Сполучених штатів, Михайла Добрянського — з Великої Британії, Юрія Тарковича та Андрій Ромашка — з Німеччини. Тодішній президент радіостанції Гоуленд Сарджент наполягав, що співробітники редакції повинні максимально професійно працювати з інформацією і станція мала бути авторитетним і достовірним джерелом інформації, а не засобом для антирадянської пропаганди.
Українська редакція готувала щоденні 20-хвилинні випуски, які повторювалися 36 разів на добу, а двічі на тиждень в ефір виходили годинні програми. Передачі починалися і закінчувалися виконанням українського гімну — пісні «Ще не вмерла Україна». Серед пріоритетних тем була розповідь про Голодомор, який згадували як акцію, навмисно сплановану саме проти українців. І перший ефір на цю тему мав назву «Голод як засіб політичної боротьби у Совєтському Союзі». Під час підготовки матеріалів існували два суттєвих обмеження: не можна казати щось, що викликає міжнаціональну ворожнечу і не можна закликати слухачів в Україні до повстання та явного спротиву.
Протягом перших двох десятиліть діяльності, роботу Радіо Свобода контролювало Центральне розвідувальне управління США (ЦРУ) — що стало приводом для критики радянської преси. Але співробітники того часу згадують у мемуарах, що вплив ЦРУ на редакційну політику був мало відчутним. Формально зв'язки радіостанції з ЦРУ тривали до 1973 року.
Заглушування передач Радіо Свобода тривало від дня першого ефіру у 1953 році аж до відмови Радянського Союзу від такої практики наприкінці 80-х. За даними звітів ЦРУ США, наприкінці 60-х років щорічні витрати СРСР на глушіння і пов'язані з ним операції сягали 150 мільйонів доларів. Президент СРСР Михайло Горбачов заявив про відмову від створення радіоперешкод 7 грудня 1988 року під час засідання сесії Генасамблеї ООН. Наказ міністра зв'язку СРСР про припинення глушіння іноземних радіостанцій, що мовлять на Радянський Союз, було підписано 19 грудня 1988 року.
21 лютого 1981 року в Мюнхені поблизу офісу радіостанції вибухнуло авто, припарковане біля однієї зі стін будівлі. В автомобілі було 15 кілограмів вибухівки, внаслідок теракту було поранено четверо співробітників та розтрощено кілька новинних приміщень та студій. Теракт скоїла група екстремістів венесуельця на прізвисько Карлос Шакал, але згідно із публікаціями в пресі, існували підозри, що за ним стояло радянське КДБ.
До кінця 80-х років 20 століття українська редакція Радіо Свобода не мала власних кореспондентів в Україні і отримувала інформацію або від безпосередніх учасників подій, або від правозахисників. У 1989 році було уперше залучено українських громадян (зокрема Сергія Набоку) і було створене перше кореспондентське бюро у Києві — на приватній квартирі, звідки телефоном передавалися новини до редакції. Офіційний Київський кореспондентський пункт Радіо Свобода відкрили 3 червня 1992 року.

## Телевізійні проєкти
- Схеми: корупція в деталях — спільний проєкт з телеканалом «Перший», дебютний випуск програми вийшов в ефір 17 липня 2014 року.
- Донбас.Реалії — спільний проєкт з українським телеканалом «112» (із початку 2017 року), а зараз із телеканалом «Настоящее Время» (із серпня 2017 року).
- Крим.Реалії — спільний проєкт з українським телеканалом «24» (з літа 2014 року), а зараз із телеканалом «Настоящее Время» (із початку 2017 року).
- Ньюз-рум. Програма в прямому ефірі, що транслюється на сайті Української редакції і з гумором розповідає про останні новини і події в Україні.
- Ваша свобода — серія розмов зі ньюзмейкерами у київській студії.
- #ВУКРАЇНІ — щотижневий телепроєкт про маловідомі куточки України та життя простих людей.

## Параметри супутникового мовлення
- Супутниковий ретранслятор — Hot Bird 13В
- Орбітальна позиція —  13  градус східної довготи
- Частота прийому — 12226 MHz
- Символьна швидкість — 27500 Мсимв/c
- Поляризація — вертикальна
- Корекція помилок (FEC) — 3/4